# Shawn Horcoff
Shawn Paul Horcoff (* 17. September 1978 in Trail, British Columbia) ist ein ehemaliger kanadischer Eishockeyspieler und derzeitiger -funktionär, der während seiner aktiven Karriere zwischen 2000 und 2016 unter anderem 1.054 Spiele für die Edmonton Oilers, Dallas Stars und Anaheim Ducks in der National Hockey League auf der Position des Centers bestritten hat. Im Verlauf seiner Karriere gewann Horcoff zwei Weltmeistertitel mit der kanadischen Nationalmannschaft. Seit dem Ende seiner aktiven Karriere ist er im Management der Detroit Red Wings tätig.

## Karriere
In seiner Zeit an der Michigan State University spielte er dort im Juniorenteam und war einer der herausragenden Spieler der Universitätsliga. Schon beim NHL Entry Draft 1998 wählten ihn die Edmonton Oilers in der vierten Runde als 99. aus. Er blieb noch zwei Jahre auf der Universität, um seinen Abschluss zu machen.
Obwohl er im Universitätseishockey immer erfolgreich war, folgte im Trainingscamp der Oilers zur Saison 2000/01 die Enttäuschung: Es gelang ihm nicht sich durchzusetzen, und so wurde er ins AHL-Farmteam zu den Hamilton Bulldogs geschickt. Dort beeindruckte er mit 28 Punkten in 24 Spielen, so dass er Anfang Dezember in den NHL-Kader nachrückte. Am 13. Dezember 2000 erzielte er gegen die Dallas Stars sein erstes Tor in der NHL. Horcroff spielte anfangs als defensiv ausgerichteter Angreifer, doch Jahr für Jahr verbesserte er seine Statistiken.

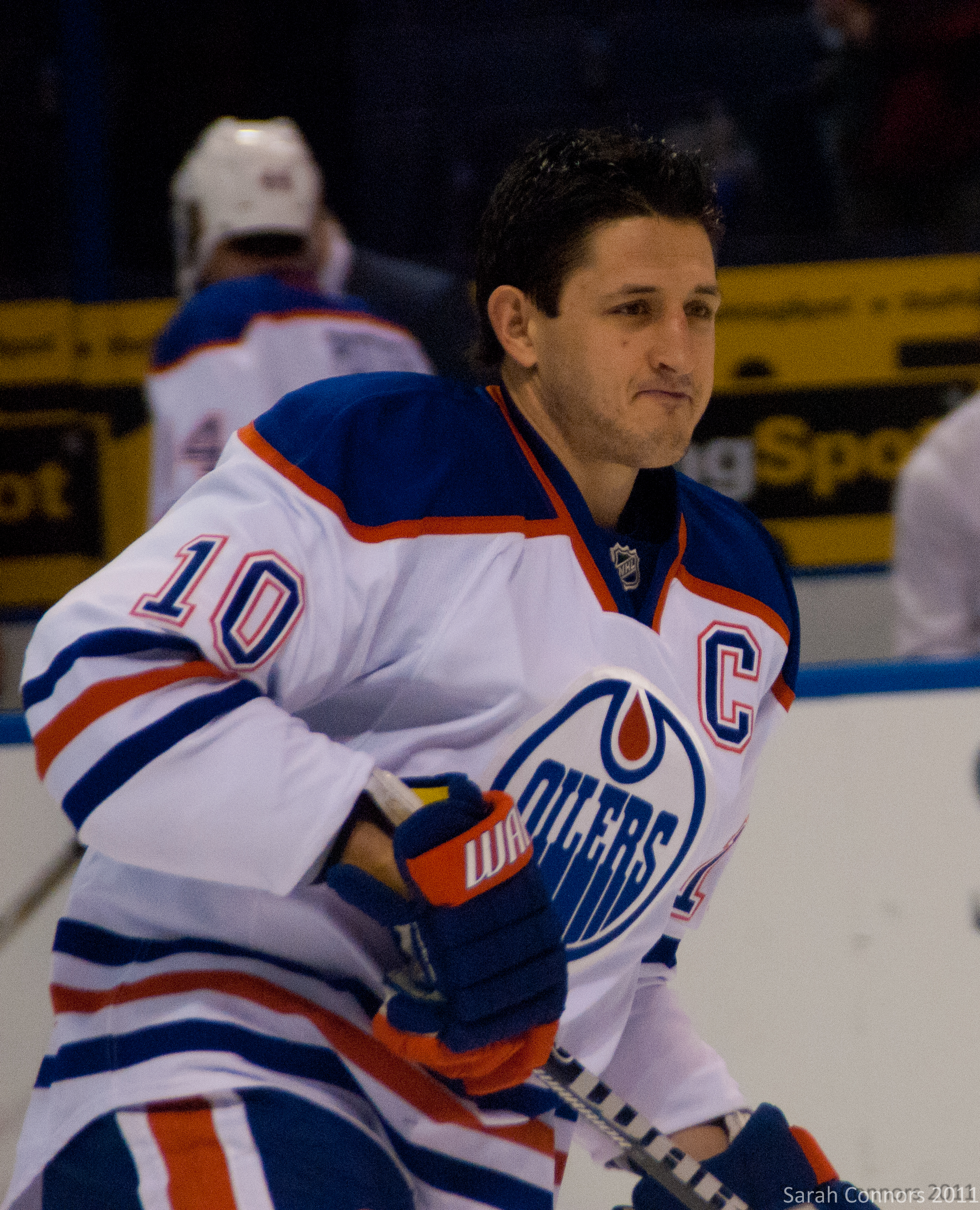
Shawn Horcoff (2012)

Nachdem er in der Saison 2002/03 am NHL YoungStars Game teilnahm, spielte er auch bei der Eishockey-Weltmeisterschaft der Herren 2003 und gewann dort mit der kanadischen Nationalmannschaft den Titel. Im Jahr darauf konnte er mit seinem Team den Titel verteidigen.
Die Streiksaison 2004/05 verbrachte er in Schweden bei Mora IK. Zurück in der NHL war er mit 73 Punkten hinter Aleš Hemský zweitbester Scorer der Oilers. Nur knapp war das Team in die Playoffs gekommen, aber dort gelang es der Mannschaft sich durchzusetzen und man erreichte das Finale. Seine beiden Tore in der Finalserie reichten allerdings nicht aus, um die Carolina Hurricanes zu bezwingen.
Nachdem die Saison 2006/07 für ihn nicht sonderlich erfolgreich verlaufen war, konnte er sich zur folgenden Saison wieder steigern und hatte bereits zum Jahreswechsel die 16 Tore erreicht, die er in der Vorsaison erzielt hatte.
Am 6. Oktober 2010 wurde er zum 13. Mannschaftskapitän in der Geschichte der Edmonton Oilers ernannt.
Am 4. Juli 2013 wurde er im Austausch für Philip Larsen und einem Siebtrunden-Wahlrecht im NHL Entry Draft 2016 zu den Dallas Stars transferiert. Nach zwei Jahren in Dallas wurde sein Vertrag nicht verlängert, sodass er sich im Juli 2015 als Free Agent den Anaheim Ducks anschloss. Im Januar 2016 wurde Horcoff für 20 Spiele gesperrt, weil er gegen die Doping-Regularien der NHL („Performance Enhancing Substances Program“) verstoßen hatte. Nach eigener Aussage wollte er mit der nicht näher bezeichneten Substanz den Heilungsprozess einer Verletzung beschleunigen und war sich des Verbots im Sinne von Doping nicht bewusst.
Wenige Wochen später absolvierte er im März 2016 sein 1000. Spiel in der NHL. Nach der Saison 2015/16 gab er das Ende seiner aktiven Karriere bekannt. Anschließend wechselte er ins Management der Detroit Red Wings und war dort initial als Director of Player Development sowie später auch als Assistant Director of Player Personnel tätig. Im Februar 2022 wurde er zum General Manager der Grand Rapids Griffins sowie zum Assistenten von Detroits General Manager Steve Yzerman befördert, wobei er die Nachfolge des nach Anaheim abgewanderten Pat Verbeek antrat.

## Erfolge und Auszeichnungen
| - 1996 BCHL First All-Star Team - 1996 Brett Hull Trophy - 1996 BCHL Player of the Year - 2000 CCHA First All-Star Team | - 2000 CCHA Player of the Year - 2000 NCAA West First All-American Team - 2003 Teilnahme am NHL YoungStars Game - 2008 Teilnahme am NHL All-Star Game |

### International
- 2003 Goldmedaille bei der Weltmeisterschaft
- 2004 Goldmedaille bei der Weltmeisterschaft
- 2009 Silbermedaille bei der Weltmeisterschaft

## Karrierestatistik

### International
Vertrat Kanada bei:
- Weltmeisterschaft 2003
- Weltmeisterschaft 2004
- Weltmeisterschaft 2009

(Legende zur Spielerstatistik: Sp oder GP = absolvierte Spiele; T oder G = erzielte Tore; V oder A = erzielte Assists; Pkt oder Pts = erzielte Scorerpunkte; SM oder PIM = erhaltene Strafminuten; +/− = Plus/Minus-Bilanz; PP = erzielte Überzahltore; SH = erzielte Unterzahltore; GW = erzielte Siegtore; 1 Play-downs/Relegation; Kursiv: Statistik nicht vollständig)